# Juan Brüggen Messtorff
Juan Brüggen Messtorff (Lübeck, Schleswig-Holstein, Alemania, 25 de abril de 1887-Santiago, Chile, 7 de marzo de 1953) fue un geólogo alemán.

## Biografía
Sus padres fueron Henrich Brüggen (oriundo de Holstein) y Marie Messtorff (natural de Neumünster), cuyos antepasados provenían de familias de agricultores e industriales textiles, respectivamente.
Juan fue el más estudioso de los seis hijos que tuvo el matrimonio Brüggen Messtorff. En su adolescencia fue un destacado alumno del Gymnasium Katharineum de su ciudad natal. Posteriormente, estudió geología en las Universidades de Jena, Zürich, Viena y Bonn. En esta última, el 22 de noviembre de 1910, obtuvo el grado académico de doctor.
En 1911 llegó a Chile, contratado por el gobierno para desempeñarse en el Ministerio de Industrias y Obras Públicas, en donde laboró por seis años. En 1913 contrajo matrimonio con la chilena Herta Lenz († 2 de diciembre de 2001), hija del doctor Rodolfo Lenz, formando una familia germanochilena de cuya unión nacieron tres hijas.
En 1917, inició su carrera académica y científica en la Universidad de Chile, que se extendería exitosamente por muchos años. El doctor Brüggen fue el fundador del Instituto de Geología de la Universidad de Chile. Luego de viajar a Europa para perfeccionarse, retornó a Chile asumiendo —entre 1929 y 1934— el cargo de profesor de geología en la Academia de Topografía y Geodesia del Instituto Geográfico Militar chileno, hasta que el 5 de octubre de 1934 fue nombrado miembro Académico de la Facultad de Ciencias Físicas y Matemáticas de la Universidad de Chile.
A principios de 1942, a los 55 años de edad, por motivos de salud se retiró definitivamente de la actividad docente.
El 17 de octubre de ese mismo año, la universidad le rindió homenaje, anunciándose en esa oportunidad que el Instituto de Ingenieros de Minas de Chile (hoy Colegio de Geólogos de Chile), había creado el «Premio Juan Brüggen», galardón que sigue vigente hasta hoy.

## Obras
La obra del doctor Brüggen es muy extensa y se encuentra esparcida en innumerables libros, folletos y artículos de revistas científicas chilenas y extranjeras. El total de sus publicaciones suma 71 títulos o más.
Entre sus obras más conocidas destacan Fundamentos de la geología de Chile (1950) e Informe geológico sobre el agua subterránea de la región de Calama. Estos trabajos científicos abarcan en especial aspectos sustantivos de la geología chilena que, considerados como estudios de investigación, si acaso no definitivos, por lo menos han sido hasta hoy una importante y fundamental contribución al desarrollo de la minería chilena.

## Campo de glaciares Dr. Juan Brüggen
En reconocimiento póstumo a la labor del doctor Bruggen —tanto en el campo de la docencia y geología como en el de la ciencia— un sector territorial chileno, en la región de Magallanes y Antártica Chilena, lleva su nombre: «Campo de glaciares Dr. Juan Brüggen». Este sitio se encuentra en 49º 8’ 0” S, 73° 30’ 0” W.